# Henry Archer Ekers
Henry Archer Ekers (né le 18 septembre 1855 à Montréal (Québec) - décédé le 31 janvier 1927 à Montréal à l'âge de 71 ans) a été maire de Montréal de 1906 à 1908.

## Biographie
Henry Archer Ekers travaille dès l'âge de 14 ans pour l’entreprise de son père, la brasserie Ekers située sur le boulevard Saint-Laurent (l’une des plus importantes brasseries du Québec à cette époque). En 1861, il succède à son père ; il fait fructifier la compagnie pendant plus de trente ans. 
Élu dans le Quartier Saint-Laurent de 1898 à 1906, il accède à la mairie en 1906. À son époque, les revendications ouvrières sont de plus en plus nombreuses et radicales et prennent un ton clairement socialiste. 
Au milieu de toute cette agitation, Henry Archer Ekers, réformiste dans la lignée de son prédécesseur Hormidas Laporte, connaît un terme difficile.

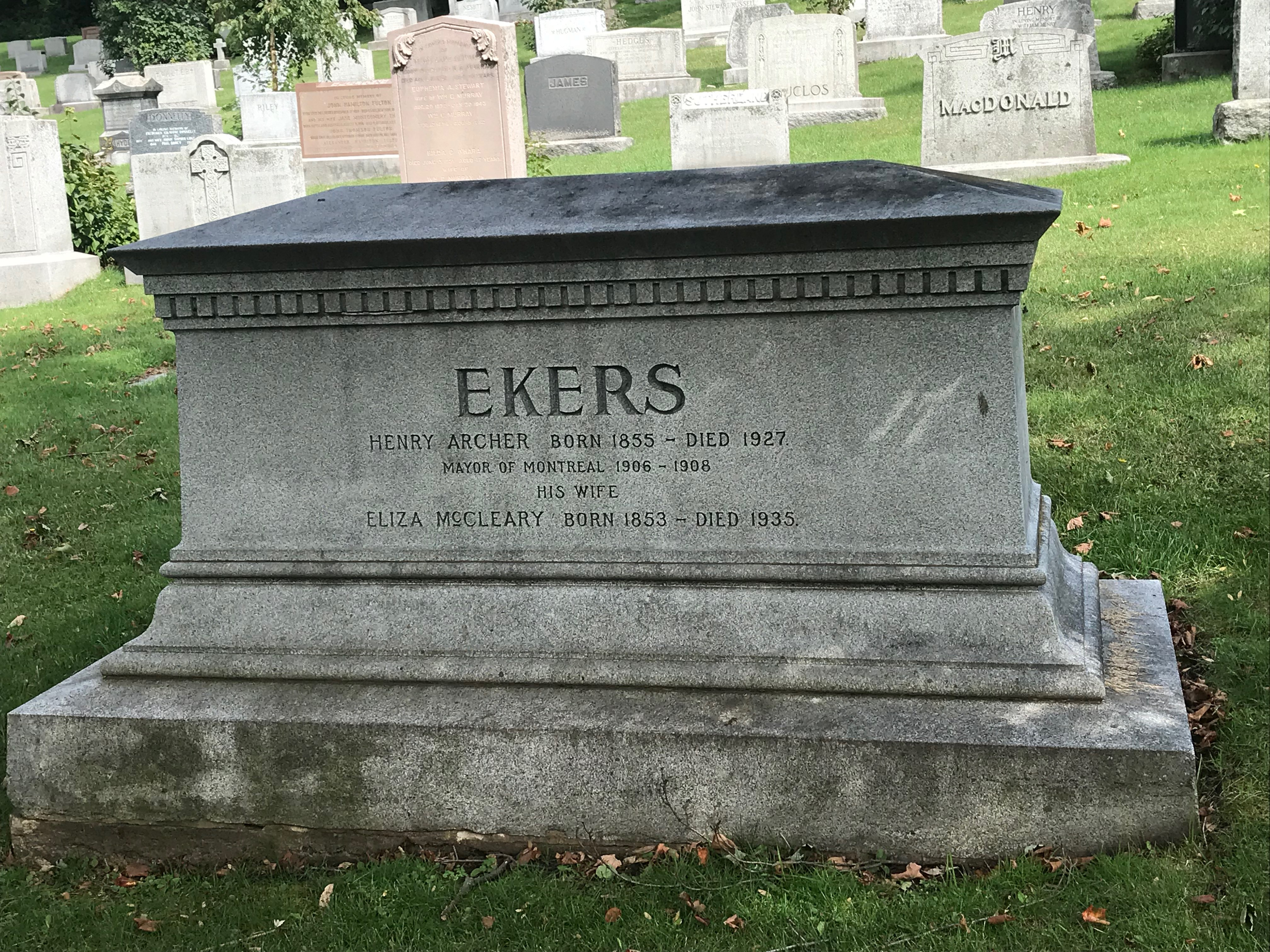
Le monument funéraire de Henry Ekers au Cimetière Mont-Royal.

## Sources
- Site de la Ville de Montréal, Fiche de Henry Archer Ekers